# 西風重遠

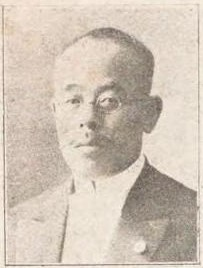
西風重遠

西風 重遠（にしかぜ しげとお、1872年 5月13日（明治5年4月7日）– 1942年（昭和17年）11月30日）は、明治から昭和前期の実業家、政治家。衆議院議員。幼名・伊之輔。

## 経歴
和歌山県那賀郡、のちの粉河村（粉河町を経て現紀の川市）で西風清五郎の長男として生まれた。1899年（明治32年）7月、東京帝国大学法科大学政治学科を卒業。1916年（大正5年）5月に家督を相続した。
大学卒業後、大阪商船に入社し、長崎、台湾、宇品、朝鮮の各支店長を歴任。1909年（明治42年）に退社して和歌山市で回漕業を営んだ。その他、富島組取締役、武庫酒造取締役、摂陽商船取締役、大阪商運監査役などを務めた。
1912年（明治45年）5月、第11回衆議院議員総選挙で和歌山県郡部から立憲政友会所属で出馬して当選し、衆議院議員に1期在任した。

## 脚註
1. 1 2 3  『人事興信録 第5版』に24頁。
2. 1 2 3 4 5 6  『議会制度百年史 - 衆議院議員名鑑』477頁。
3. 1 2 3 4 5 6  『和歌山県史 人物』362頁。
4. 1 2 3 4  『非常時日本と人物』72頁。
5. ↑  『東京帝国大学一覧 明治32-33年』東京帝国大学、1899年、481頁。